# Simion Popescu
Simion Popescu   (Cuptoare, 11 d'agost de 1940) és un lluitador romanès, especialista en lluita grecoromana, que va competir durant les dècades de 1960 i 1970.
El 1968 va prendre part en els Jocs Olímpics d'Estiu de Ciutat de Mèxic, on guanyà la medalla de bronze en la competició del pes ploma del programa de lluita grecoromana. Quatre anys més tard, als Jocs de Munic, disputà, sense sort, la competició del pes lleuger.
En el seu palmarès també destaquen tres medalles al Campionat del món de lluita, una d'or i dues de plata, i dues medalles al Campionat d'Europa de lluita, una d'or i una de bronze. Una vegada retirat va exercir d'entrenador al Rapid Bucuresti.